# Вьетнамская вислобрюхая свинья

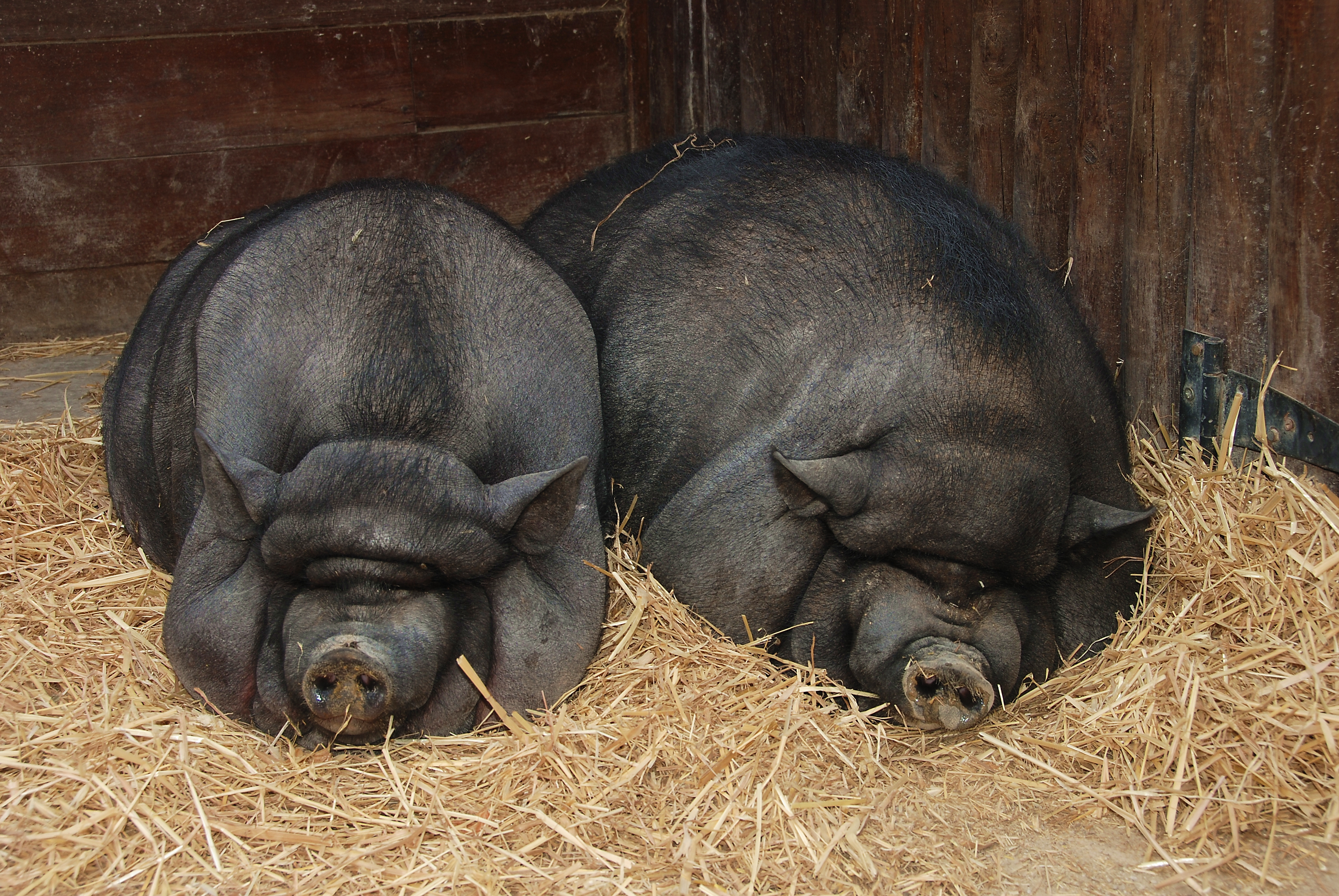
Вьетнамская вислобрюхая свинья

Вьетнамская вислобрюхая свинья — порода домашних свиней. Область происхождения породы — Юго-Восточная Азия.

## Происхождение и история породы
Вьетнамские вислобрюхие свиньи впервые были завезены в Восточную Европу и Канаду в 1985 году из Вьетнама. В настоящее время ведётся работа по улучшению этой породы в сторону увеличения размеров и процента мышечной массы. Наиболее упорно эта работа ведётся в Канаде, Венгрии и на Украине. В русскоязычной литературе и интернете вьетнамскую вислобрюхую иногда называют «мангал» — это название является ошибочным, в Венгрии действительно разводят местную породу Мангалица, но с вьетнамской вислобрюхой эта порода связи не имеет. Настоящее название этой породы — «лон и» (вьет. Lợn Ỉ), а точнее просто «и» или «свинья и», так как Lợn по-вьетнамски собственно и значит «свинья».

## Распространение породы в мире
В настоящее время порода широко распространена в Юго-Восточной Азии, Канаде, Венгрии, Румынии и на Украине. В последние годы появились заводчики в России, Белоруссии и других странах СНГ. Эта порода свиней начала своё путешествие по миру не так давно – с 1985 года, когда впервые попала в Канаду и Европу из Вьетнама. В России это еще пока достаточно редкая порода, но перспективы у нее большие.

## Особенности породы
Вьетнамская вислобрюхая свинья отличается высокой скороспелостью, половой зрелости свинки достигают в возрасте 4 месяцев, кабанчики — в 6 месяцев. Они хорошо используют пастбище, обладают высоким иммунитетом. В откормочный рацион может быть включено до 50 % грубых кормов (за счёт породной особенности пищеварительной системы). Свиноматки вьетнамской вислобрюхой свиньи отличаются уравновешенной психикой (не создают проблем при уходе за потомством), высокой молочностью, хорошо развитым материнским инстинктом и особой чистоплотностью. Порода хорошо адаптирована как к влажному жаркому климату Юго-Восточной Азии, так и к достаточно суровым зимам центральной Европы и Канады.

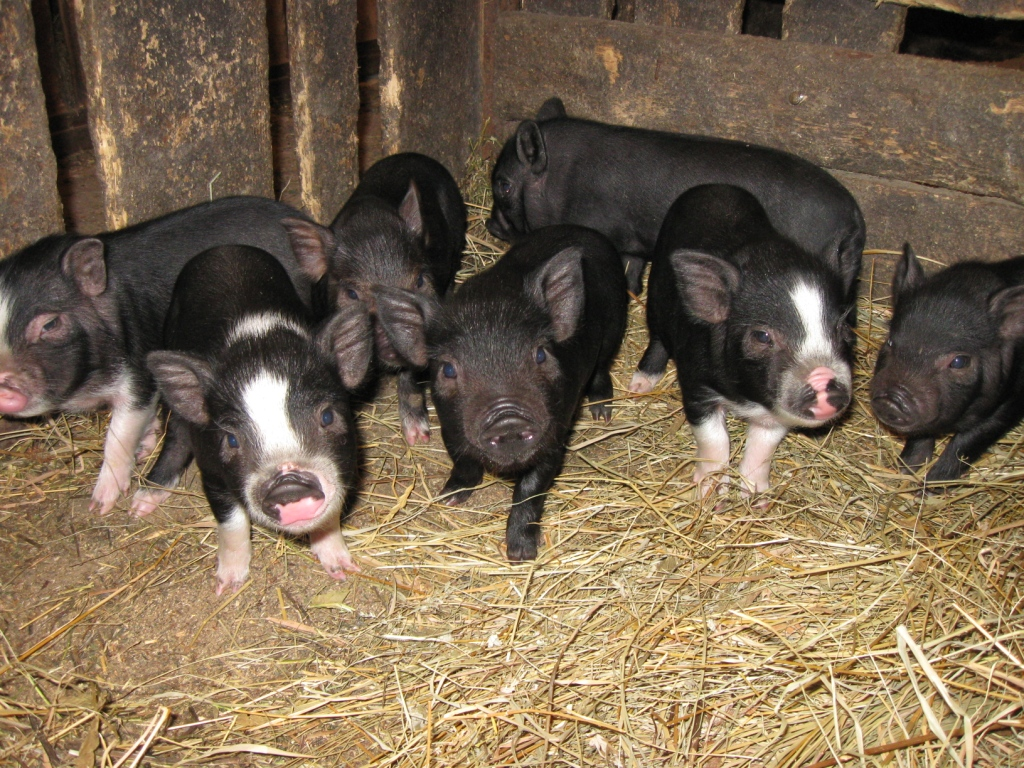
Поросята вьетнамской вислобрюхой свиньи

## Воспроизводство
Молодых свиноматок вьетнамской вислобрюхой свиньи первый раз запускают в возрасте 4 месяцев при весе 30—35 кг, хряков — в 5—6 месяцев при весе 40 кг. Супоросность — 114—117 дней, в помёте обычно бывает от 6 до 18 поросят, в среднем — 12. С учётом подсосного периода от одной свиноматки в год в среднем получают 24 поросёнка. Не используемые в интенсивном животноводстве особи живут 18 и более лет.

## Продуктивность
В зависимости от рационов кормления в 7—8-месячном возрасте вьетнамская свинья на откорме достигает 75—80 кг живой массы, что является нормальным убойным весом для данной породы. Убойный выход составляет примерно 70—75 %. Свиньи хорошо откармливаются и нагуливаются.
| Показатель              | кабаны           | свинки           |
| ----------------------- | ---------------- | ---------------- |
| Вес при рождении (г)    | 500—600          | 450—550          |
| Вес взрослой особи (кг) | 120—140 (до 150) | 100—120 (до 140) |
| Привесы (г/сут)         | 350—500          | 350—500          |
| Возраст первого опороса | —                | 8—10 мес.        |

## Экстерьер

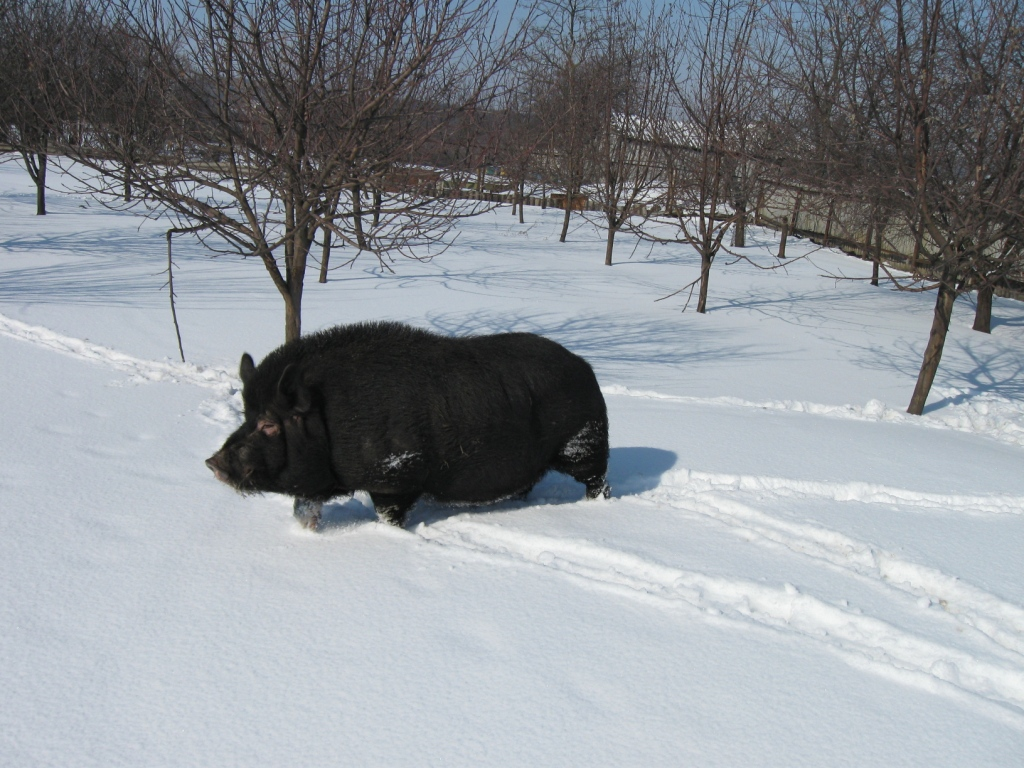
Взрослый кабан вьетнамской вислобрюхой свиньи

Животные беконного сложения. Туловище широкое, приземистое, грудная клетка широкая. У подсвинков и взрослых свиноматок — большой отвисающий живот. Голова небольшая, с ярко выраженной мопсовидностью, у кабанов с момента половой зрелости начинают расти клыки, которые к трём годам достигают 10—15 см. Уши маленькие, стоячие. У взрослых особей от шеи до крупа щетина достигает 20-сантиметровой длины, образуя так называемый «ирокез», ощетиненный вид которого указывает на эмоциональное состояние животного. Когда животное напугано или обрадовано, «ирокез» вздыбливается. Для породы характерен чёрный окрас, чёрный с небольшими белыми пятнами на голове и возле копыт, но в помётах также встречаются животные с расцветкой дикого кабана (тёмно-рыжая в продольную полоску), но эта окраска, как и светлая, этой породе не свойственна.

## Животные-компаньоны
Благодаря своей способности к социализации, доброму нраву и относительно небольшим размерам в последние годы вислобрюхие свиньи распространяются по всему миру в качестве животных-компаньонов. 120-килограммовый боров по кличке Макс долгие годы был домашним питомцем актёра Джорджа Клуни.